# Northiella haematogaster
Espèce
Statut de conservation UICN

 LC  : Préoccupation mineure
Statut CITES
La Perruche à bonnet bleu (Northiella haematogaster) est une espèce de perruches endémique de l'Australie.

## Taxinomie
À la suite de l'étude phylogénique de Dolman et Joseph (2015), le Congrès ornithologique international, dans sa classification de référence (version 5.2, 2015), divise cette espèce en deux, la sous-espèce Northiella haematogaster narethae devenant une espèce à part entière Northiella narethae.
Lorsque ces deux espèces ne formaient qu'un seul taxon, il était connu en tant que Perruche à bonnet bleu.

### Sous-espèces, habitat et répartition
Cette espèce habite les bois ouverts et broussailles attenantes en milieu semi-aride. L'aire de répartition englobe la plus grande partie du sud-est de l'Australie au sud du Tropique du Capricorne.
D'après la classification de référence (version 5.2, 2015) du Congrès ornithologique international, cette espèce est constituée des sous-espèces suivantes (ordre phylogénique) :
- Northiella haematogaster haematorrhoa: Centre Nord de la Nouvelle-Galles du Sud et extrême Centre Sud du Queensland ;
- Northiella haematogaster haematogaster: Sud-est de l'Australie-Méridionale, Centre et Nord-ouest du Victoria, Extrême-ouest et Centre sud de la Nouvelle-Galles du Sud ;
- Northiella haematogaster pallescens: Extrême Nord-est de l'Australie-Méridionale et extrême Sud-ouest du Queensland.

## Description
Northiella haematogaster possède un plumage complexe et bariolé. Le dos, queue (dessus), le cou, la tête et la poitrine sont vert-brun pâle. Dessous de la queue et bec blanchâtres. Pattes grises. Le ventre et les sous-caudales sont jaunes. Ensuite chaque sous-espèce possède des variations de plumages :
- Northiella haematogaster haematorrha: Large tache rouge brique sur le ventre et les cuisses, ailes rouge brique, joues, menton, front et remiges bleu violacé. Epaules vert turquoise ;
- Northiella haematogaster haematogaster: Large tache rouge brique sur le ventre et les cuisses, ailes brun-sable, joues, menton, front, rémiges et épaules bleu violacé ;
- Northiella haematogaster pallescens: Identique à Northiella haematogaster haematorrhous, mais plus pâle ;

La femelle et le juvénile sont légèrement plus ternes. La taille du mâle varie de 28 à 35 cm, celle de la femelle de 26 à 32 cm. Le poids moyen de Northiella haematogaster est de 100 g.

## Comportement
Espèce dynamique et agressive, même avec des espèces plus grosses (raison pour laquelle elle est rare en aviculture).
- Alimentation : se nourrit principalement de graines et de pousses de plantes herbacées, ainsi que de fruits, de baies et de nectar. Se nourrit parfois d'insectes et de larves.
- Reproduction : la saison de reproduction est entre juillet et décembre. La parade consiste en une cour énergique où le mâle étale sa queue et hérisse les plumes de sa tête. Le nid consiste à un trou situé assez bas dans un arbre, tapissé de matières végétales souples. La ponte compte en quatre à sept œufs blancs, couvés par la femelle pendant environ 22 jours. Le mâle nourrit la femelle pendant la ponte et s'occupe avec elle de l'élevage des jeunes. Ces derniers obtiennent leur plumage adulte entre six et neuf mois et leur maturité sexuelle entre neuf et douze mois[1],[2].
- Cri : un « chack-chack » puissant ou des pépiements sifflés.

## Statut et conservation
Bien qu'elle décline dans certaines zones, la population globale reste stable et commune, avec en plus une aire de répartition de 1 740 000 km2. De ce fait elle est classée comme « préoccupation mineure » (« LC - Least concerned »).